# Cynoglossum seravschanicum
Cynoglossum seravschanicum là loài thực vật có hoa trong họ Mồ hôi. Loài này được (B.Fedtsch.) Popov mô tả khoa học đầu tiên năm 1916.